# Бондарь, Зинаида Адамовна
Зинаида Адамовна Бондарь (1907 — 1980) — советский учёный-медик в области гепатологии и гастроэнтерологии, доктор медицинских наук (1952), профессор (1957), член-корреспондент АМН СССР (1969). Заслуженный деятель науки РСФСР (1969).

## Биография
Родилась 1 декабря 1907 года в Барановичах.
В 1930 году  закончила Московский институт физической культуры, в 1938 году — Первый Московский медицинский институт. С 1938 по 1941 годы обучалась в аспирантуре, после чего защитила кандидатскую диссертацию на тему «О регуляции кислотности желудочного сока».
С 1941 по 1945 годы во время Великой Отечественной войны работала в терапевтическом отделении полевого подвижного госпиталя и эвакогоспиталя 2-го Белорусского фронта – сначала ординатором, а затем начальником отделения и закончила службу в звании майора медицинской службы.
С 1945 года — старший лаборант, ассистент кафедры факультетской терапии, с 1951 года — доцент кафедры пропедевтической и госпитальной терапии санитарно-гигиенического факультета Первого ММИ. В 1952 году З. А. Бондарь защитила докторскую диссертацию на тему «Механическая желтуха». С 1957 года — профессор и с 1964 по 1977 годы — заведующий кафедрой факультетской терапии Первого Московского медицинского института. Кафедру З. А. Бондарь возглавила после смерти В. Н. Виноградова и ей во многом удалось сохранить дух Факультетской терапии и собрать в клинике целый ряд талантливых молодых сотрудников, среди которых были и её непосредственные ученики, известные гастроэнтерологи — профессора В. М. Махов и С. Д. Подымова, и те, кто избрали своей специальностью иные области внутренней медицины —
профессора и доктора медицинских наук А. В. Недоступ, С. И. Овчаренко, А. И. Шатихин, Б. А. Шлевков, С. А. Аббакумов и И. Г. Аллилуев.
З. А. Бондарь уделяла много времени студентам и сама была прекрасным педагогом. В статье, посвященной 100-летию со дня рождения, люди, близко ее знавшие, пишут: «Она была эмоциональным лектором, умела заинтересовать студентов и привлечь их к клинике, чему служили и обязательные разборы больных. З. А. Бондарь возродила инициативу своего учителя, М. П. Кончаловского и вновь стала проводить в стенах Факультетской терапевтической клиники комплексные лекции по актуальным проблемам внутренней медицины. Одну и ту же проблему студентам освещали терапевт, хирург, рентгенолог, что требовало немалых организаторских усилий и большой подготовительной работы сотрудников кафедры. Результатом был высокий научный и клинический уровень подобных лекций, которые ценили не только студенты, но и практические врачи».
3. А. Бондарь автор более 173 научных работ, в том числе монографий, посвященных главным образом вопросам клиники, патогенеза, диагностики и лечения хронических диффузных заболеваний печени — механических желтух, циррозов и хронических гепатитов. 3. А. Бондарь способствовала внедрению в клиническую гепатологию современных методов исследования: радиоизотопного, морфологического прижизненного определения изоферментов.
З. А. Бондарь являлась заместителем председателя Всесоюзного общества терапевтов и общества гастроэнтерологов, членом правления Московского общества терапевтов, членом Комитета Международного общества внутренней медицины, заместителем главного редактора журнала «Терапевтический архив». Её общественная деятельность не ограничивалась только медициной — Зинаида Адамовна  Бондарь была активным членом КПСС, сотрудничала в международных женских организациях.
Умерла в 1980 году. Урна с прахом захоронена в колумбарии на Ваганьковском кладбище.

## Награды
- Орден Отечественной войны I и II степени (18.03.1945, 05.10.1944)
- Два Ордена Трудового Красного Знамени
- Медаль «За боевые заслуги» (28.05.1942)
- Медаль «За победу над Германией в Великой Отечественной войне 1941—1945 гг.» (1945)

### Звание
- Заслуженный деятель науки РСФСР (1969)